# American Tour 1966 (The Rolling Stones)
American Tour 1966 bylo koncertní turné britské rockové skupiny The Rolling Stones, které sloužilo jako propagace studiového alba Aftermath. Turné bylo zahájeno koncertem v Lynnu v Massachusetts a bylo zakončeno koncertem na Havaji na Honolulu.

## Setlist
Toto je nejčastější hraný seznam skladeb.
Autory všech skladeb jsou Jagger/Richards, pokud není uvedeno jinak.
1. Not Fade Away (Hardin/Petty)
2. The Last Time
3. Paint It Black
4. Under My Thumb
5. Stupid Girl
6. Time Is On My Side (Ragovoy/Meade)
7. Lady Jane
8. Play With Fire (Phelge)
9. Doncha Bother Me
10. The Spider And The Fly
11. Mothers Little Helper
12. Get Off Of My Cloud
13. 19th Nervous Breakdown
14. (I Can't Get No) Satisfaction

## Turné v datech
| Datum                          | Město               | Stát          | Místo                                      |
| ------------------------------ | ------------------- | ------------- | ------------------------------------------ |
| 24. června 1966                | Lynn, Massachusetts | Spojené státy | Manning Bowl                               |
| 25. června 1966                | Cleveland           | Spojené státy | Cleveland Arena                            |
| 25. června 1966                | Pittsburgh          | Spojené státy | Civic Arena                                |
| 26. června 1966                | Washington, D.C.    | Spojené státy | Washington Coliseum                        |
| 26. června 1966                | Baltimore           | Spojené státy | Baltimore Civic Center                     |
| 27. června 1966                | Hartford            | Spojené státy | Dillon Stadium                             |
| 28. června 1966                | Buffalo             | Spojené státy | Buffalo Memorial Auditorium                |
| 29. června 1966                | Toronto             | Kanada        | Maple Leaf Gardens                         |
| 30. června 1966                | Montréal            | Kanada        | Montreal Forum                             |
| 1. července 1966               | Atlantic City       | Spojené státy | Marine Ballroom                            |
| 2. července 1966               | New York City       | Spojené státy | Forest Hills Tennis StadiumsMusic Festival |
| 3. července 1966               | Asbury Park         | Spojené státy | Asbury Park Convention Hall                |
| 4. července 1966               | Virginia Beach      | Spojené státy | Under the Dome Theater                     |
| 6. července 1966               | Syracuse            | Spojené státy | Onondaga County War Memorial               |
| 8. července 1966               | Detroit             | Spojené státy | Cobo Hall                                  |
| 9. července 1966               | Indianapolis        | Spojené státy | Indiana State Fair Coliseum                |
| 10. července 1966              | Chicago             | Spojené státy | Arie Crown Theater                         |
| 11. července 1966              | Houston             | Spojené státy | Sam Houston Coliseum                       |
| 12. července 1966              | St. Louis           | Spojené státy | Kiel Auditorium                            |
| 14. července 1966              | Winnipeg            | Kanada        | Winnipeg Arena                             |
| 15. července 1966              | Omaha               | Spojené státy | Omaha Civic Auditorium                     |
| 19. července 1966              | Vancouver           | Kanada        | PNE Forum                                  |
| 20. července 1966              | Seattle             | Spojené státy | Seattle Center Coliseum                    |
| 21. července 1966              | Portland            | Spojené státy | Memorial Coliseum                          |
| 22. července 1966 (2 koncerty) | Sacramento          | Spojené státy | Memorial Auditorium                        |
| 23. července 1966              | Salt Lake City      | Spojené státy | Davis County Lagoon                        |
| 24. července 1966              | Bakersfield         | Spojené státy | Civic Auditorium                           |
| 25. července 1966              | Los Angeles         | Spojené státy | Hollywood Bowl                             |
| 26. července 1966              | Daly City           | Spojené státy | Cow Palace                                 |
| 28. července 1966              | Honolulu            | Spojené státy | Hawaiʻi International Center               |